# Janusz Wacław Walczak
Janusz Wacław Walczak (ur. 1950, zm. 12 lutego 2020) – polski elektrotechnik, profesor nauk technicznych, specjalista teorii obwodów elektrycznych, nauczyciel akademicki, wykładowca Politechniki Śląskiej.

## Życiorys
W 1986 roku pod kierunkiem profesora Marka Brodzkiego obronił pracę doktorską na temat Zagadnienie stosowalności pewnych metod analitycznych wyznaczania parametrów skupionych R, L, C, a w 1993 habilitował się na podstawie pracy zatytułowanej Optymalizacja energetyczno-jakościowych właściwości obwodów elektrycznych w przestrzeniach Hilberta. W dniu 12 marca 2003 otrzymał tytuł profesora nauk technicznych. Objął funkcję profesora nadzwyczajnego w Instytucie Elektrotechniki i Informatyki na Wydziale Elektrycznym Politechniki Śląskiej. Był Kierownikiem Zakładu Elektrotechniki Teoretycznej, Informatyki i Telekomunikacji w latach 2009-2019, a od 2016 roku do śmierci Członkiem Senatu uczelni.
Zmarł 12 lutego 2020. Pochowany na Cmentarzu Lipowym w Gliwicach.

## Odznaczenia i nagrody
- Nagroda Rektora Politechniki Śląskiej[2]
- Nagroda społeczności studenckiej "Złota Kreda[2]
- Złoty Medal za Długoletnią Służbę[2]
- Odznaka Zasłużonego dla Politechniki Śląskiej[2]
- Srebrny Krzyż Zasługi[2]
- Brązowy Krzyż Zasługi[2]